# Electric Honey
Electric Honey é uma gravadora feita por estudantes com certificado em nível superior em Gerenciamento na Indústria da Música na Stow College em Glasgow, Escócia. Todo ano eles escolhiam alguém para ser contratado e lançavam uma gravação como parte do seu curso. O primeiro sucesso real da gravadora veio em 1996 com o lançamento do álbum de Belle & Sebastian chamado Tigermilk (até à data o único álbum completo lançado na gravadora). Foi lançado em número limitado (como todos os lançamentos da gravadora) e então visto como um item de colecionador, sendo vendido a 400 euros em sites da internet. Outros artistas que tiveram sucesso depois de iniciados pela Electric Honey são Snow Patrol (que era conhecido como Polar Bear) e Biffy Clyro.
No passado, os estudantes da Stow College ainda tinham gravadora chamada Gdansk Recordings, que focava em lançamentos de música eletrônicas, e Root8 Recordings, que lançava músicas variadas. Entretanto em 2007, estudantes focaram sozinhos o andamento da Electric Honey.

## Lançamentos
- Baby Chaos (1993)
- Eight Miles High (1994)
- Moondials (1995)
- Belle & Sebastian, Tigermilk (1996)
- Snow Patrol, Starfighter Pilot (1997)
- Flow (1998)
- Rob Alexandra (1999)
- Biffy Clyro, thekidswhopoptodaywillrocktomorrow (2000)
- Pupkin, Morning Light (2001)
- Policechief, Coup De Grace (2002)
- Odeon Beatclub, Behind My Eye (2003)
- Various Artists, Big Issue ep (2003)
- Poor Old Ben, Another Day (2004)
- Clearfall, .Sculpt.Paint.Sketch. (2005)
- How to Swim, The Littlest Orgasm (2006)
- Wake The President, Sorrows For Clothes (2007)
- Various Artists, Thank You For Being You (2007)
- Wake The President, Remember Fun? (2007)